# Regulació al·lostèrica

Corba de regulació al·lostèrica.

La regulació al·lostèrica o al·losterisme és la regulació enzimàtica o d'una altra proteïna per la unió d'una molècula efectora en una part al·lostèrica (una part que no sigui la zona activa) de la proteïna. Els efectors que milloren l'activitat de les proteïnes es coneixen com a activadors al·lostèrics, mentre que aquells que disminueixen l'activitat de les proteïnes s'anomenen inhibidors al·lostèrics. Al·losterisme; el terme prové del grec allos “altres” i stereos, “sòlid (objecte),” en referència al fet que la part de regulació d'una proteïna al·lostèrica és físicament diferent al centre actiu. Exemples de regulació al·lostèrica són: els cicles naturals de control, com la retroalimentació dels productes intermedis o feedforward a partir de substrats.

## Models de regulació al·lostèrica
La majoria dels efectes al·lostèrics es poden explicar pel model CMM concentrades presentat per Monod, Wyman i Changeux, o pel moldel seqüencial descrit per Koshland, Nemethy i Filmer. Ambdós postulen que les subunitats de l'enzim adopten dues conformacions diferents, tensa (T) o relaxada (R), i que les subunitats relaxades s'uneixen més fàcilment al substrat que les que estan en estat de tensió. Els dos models no coincideixen en la majoria de les seves hipòtesis sobre la interacció de les subunitats i la preexistència dels dos estats.

### Model de concentració
El model concentrat al·lostèric, també conegut com el model de simetria o model CMM, postula que les subunitats de l'enzim estan connectades de tal manera que un canvi conformacional en una subunitat és necessàriament conferida a totes les altres subunitats. Així doncs en totes les subunitats han de tenir la mateixa conformació. A més el model considera que, en absència de qualsevol substrat lligand (o no), l'equilibri afavoreix un dels estats conformacionals, T o R. L'equilibri es pot desplaçar a la R o l'estat T a través de la unió d'un lligand (l'efector al·lostèric o lligand) a un lloc que és diferent del centre actiu (centre al·lostèric).

### Model seqüencial
El model seqüencial de regulació al·lostèrica sosté que les subunitats no estan connectades de tal manera que un canvi conformacional en una, indueixi un canvi similar en les altres. Així, totes les subunitats de l'enzim no requereixen tenir la mateixa conformació. D'altra banda, el model seqüencial dicta que les molècules del substrat s'uneixen a través d'un protocol d'ajust induït. En general, quan una subunitat a l'atzar topa amb una molècula de substrat, el centre actiu, en essència, envolta aquesta. Encara que tal ajust induït transforma una subunitat de l'estat tens a l'estat de relaxació, que no propaga el canvi conformacional de les subunitats adjacents. En canvi, el substrat d'unió en una subunitat només modifica lleugerament l'estructura d'altres subunitats de manera que els seus llocs d'unió són més receptius a la del substrat, per resumir:
- Les subunitats no han de tenir la mateixa conformació.
- Les molècules de substrat s'uneixen a través del protocol d'ajust induït.
- Els canvis confromacionals no es propaguen a totes les subunitats.
- Per causa de l'ensamblatge del substrat, augmenta l'afinitat específica de les subunitats adjacents.

## Activació i inhibició al·lostèrica

### Activació
L'activació al·lostèrica, com ara la unió de molècules d'oxigen de l'hemoglobina, es produeix quan la unió d'un lligand augmenta l'atracció entre molècules del substrat i altres llocs d'unió. Pel que fa a l'hemoglobina, l'oxigen és eficaç tant en el substrat com en l'efector. La unió d'oxigen a una subunitat indueix un canvi conformacional que fa que la subunitat que interacciona amb la resta dels centres actius augmenti la seva afinitat per l'oxigen.

### Inhibició
La inhibició al·lostèrica succeeix quan la unió d'un lligand disminueix l'afinitat pel substrat en altres centres actius. Per exemple, en 2,3DPG s'uneix a un centre al·lostèric de l'hemoglobina, l'afinitat per l'oxigen de totes les disminucions de subunitats.
Un altre exemple és l'estricnina, un verí convulsiu que actua com un inhibidor al·lostèric de la glicina. La glicina és un neurotransmissor inhibidor sinàptic de la medul·la espinal dels mamífers i del tronc cerebral. L'estricnina actua en un centre d'unió de forma al·lostèrica sobre els receptors de glicina, és a dir la seva unió disminueix l'afinitat del receptor de glicina per la glicina. L'estricnina, per tant inhibeix l'acció d'un transmissor inhibidor, causant convulsions.

## Tipus de regulació al·lostèrica: Homotròpiques i Heterotròpiques
Molts enzims al·lostèrics estan regulats pel seu substrat, aquest, és considerat un regulador al·lostèric homotròpic, i normalment és un activador. Altres molècules diferents de substrats són molècules reguladores al·lostèriques heterotròpiques, aquestes poden ser activadores o inhibidores.
També hi ha proteïnes al·lostèriques que poden ser regulades pels seus substrats i per altres molècules. Aquestes tenen interaccions homotròpiques i heterotròpiques al mateix temps.

## Farmacologia
La modulació al·lostèrica del receptor resulta de la unió dels moduladors al·lostèrics en un lloc diferent (centre regulador) excepte el del lligand endogen (lligand ortoestèric) i habilita o inhibeix els efectes del lligand endogen.
Normalment actua provocant un canvi de conformació en la molècula receptora, el qual resulta en un canvi en l'afinitat d'unió al lligand. D'aquesta manera, un lligand al·lostèric actua regulant la seva activació per un lligand primari i es pensa que pot actuar com un regulador d'intensitat en un circuit elèctric, ajustant la intensitat de l'activació del receptor.
Els medicaments contra l'ansietat Valium, Xanax, Librium i Ativan, per exemple, potencien o augmenten l'activitat del neurotransmissor Àcid gamma-aminobutíric (GABA) quan s'uneix al seu lligand primari, el receptor de les benzodiazepines. Exemples més recents dels fàrmacs que modulen al·lostèricament les seves dines d'acció inclouen el cinacalcet i maraviroc.

## Centres al·lostèric com a objectiu farmacològic
Els centres al·lostèrics poden representar una diana terapèutica clau. Hi ha una sèrie d'avantatges en l'ús de reguladors al·lostèrics específics com agents terapèutics, el més clàssic és l'ús de lligands ortostèrics. Per exemple, els centres d'unió al·lostèrica GPCR no s'han enfrontat a la mateixa pressió evolutiva com els centres ortostèrics per donar lloc a un lligand endogen. Així són més diversos. Per tant, una major selectivitat de GPCR es pot obtenir actuant sobre els centres al·lostèrics. Això és, particularment útil per GPCRs on la teràpia selectiva ha sigut difícil degut a la conservació de la seqüència del centre ortrostèric a través dels subtipus de receptors. A més, aquests reguladors encara que siguin poc operatius, tenen un elevat potencial de disminució dels efectes tòxics, ja que tenen un nivell màxim d'efecte independentment de la dosis administrada.
Un altre tipus de selectivitat farmacològica, única en els reguladors al·lostèrics, es basa en la cooperativitat neutral o amb un lligand ortostèric amb tots els subtipus d'un determinat receptor, excepte amb el subtipus d'interès; això es denomina selectivitat subtipus absoluta. Si un regulador al·lostèric no té una eficàcia notable, proporciona un avantatge terapèutic poderós sobre els lligands ortostèrics, és a dir, té la capacitat d'ajustar de forma selectiva les respostes dels teixits, augmentant-les o reduint-les, quan l'agonista endogen està present.